# Daiki Sato
Daiki Sato (født 7. september 1988, død 19. juli 2010) var en japansk fodboldspiller.
Han har spillet for flere forskellige klubber i sin karriere, herunder Thespa Kusatsu.